# Lucienne Heurtelou
Lucienne Heurtelou (khoảng 1921 - mất ngày 19 tháng 5 năm 2006) là một nhà ngoại giao Haiti, người ủng hộ quyền phụ nữ, tác giả, cựu Đệ nhất phu nhân Haiti và vợ của Tổng thống Haiti Dumarsais Estimé. Bà là chủ tịch danh dự của Ligue Féminine Keyboardction sociale (Liên minh nữ quyền vì hành động xã hội), một tổ chức nữ quyền có ảnh hưởng ở Haiti được thành lập năm 1934, trong Đại hội Phụ nữ Haiti đầu tiên (14 tháng 4 năm191919). Đại hội đã thu hút các đại biểu của 44 tổ chức phụ nữ Haiti và 32 đại biểu của 17 tổ chức phụ nữ quốc tế và khởi động lại phong trào phụ nữ Haiti để có quyền bình đẳng. Vào tháng 10 năm 1948, bà đã khánh thành một trại trẻ mồ côi ở Truittier, gần Carrefour, nơi chưa bao giờ hoàn thành. Bà là Đệ nhất phu nhân Haiti đầu tiên đã viết hồi ký, một cuốn sách mà bà đào sâu vào việc hoàn thành nhiệm kỳ tổng thống của chồng mình bởi những kẻ thù chính trị của ông.
Bà trở thành nữ đại sứ đầu tiên của Haiti sau cái chết của chồng vào năm 1953.
Bà là mẹ của cựu quan chức chính phủ Haiti Jean-Robert Estimé.
Bà mất vào ngày 19 tháng 5 năm 2006 ở tuổi 85, bị bắn chết trong vụ cướp cửa hàng trang sức của gia đình Daccaret trên đường Dufort ở Port-au-Prince.